# Sarah T. - Portrait of a Teenage Alcoholic
Sarah T. - Portrait of a Teenage Alcoholic è un film per la televisione del 1975. 
La protagonista è l'attrice Linda Blair, nel ruolo della quindicenne Sarah Travis, una ragazzina come molte altre, con un fidanzato che la adora e tutto l'amore dei genitori. Ma quando questi decidono di divorziare e nella vita della madre compare un altro uomo, la giovane Sarah cade in depressione, e trova conforto nell'alcol. Inizialmente tutto sembra essere sotto controllo, Sarah beve di nascosto e riesce a mantenere il segreto con tutti. Ma ad un certo punto la ragazza non riesce più a fare a meno dell'alcool e perde il controllo della situazione, perdendo, oltre al fidanzato Ken (interpretato dall'attore Mark Hamill), anche la fiducia dei genitori.
Sarah viene ricoverata in un centro di riabilitazione, ma il passato non si può cancellare.

## Soggetto
Il film è tratto dall'omonimo romanzo, Sarah T. - Portrait of a Teenage Alcoholic, che narra una situazione attuale: di giovani che cadono nella pericolosa tela dell'alcolismo, che sembra la soluzione a tutti i problemi, ma che si rivela essere un danno non solo alla salute, ma anche alla vita.
Sarah, la protagonista di questa storia, è una ragazzina che si trova a dover affrontare i problemi dell'adolescenza, e si illude che l'alcool possa aiutarla a superarli, ma nel corso della storia si accorgerà del grande sbaglio che ha fatto.